# Sierra Negra
Der Vulkan Sierra Negra (andere Namen: Cerro La Negra, Atlitzin oder Tliltépetl) ist ein erloschener Vulkan im mexikanischen Bundesstaat Puebla, nahe der Grenze zu Veracruz. Mit seinen 4580 m ist er der fünfthöchste Berg Mexikos. Aufgrund seiner Nähe zum viel höheren Pico de Orizaba (5610 m) wurde der Sierra Negra jedoch bis vor dem Bau des Large Millimeter Telescope auf seinem Gipfel in Wanderführern oder gar von den mexikanischen Behörden oft nicht berücksichtigt.

## Lage
Der Sierra Negra liegt nur etwa 6 km (Luftlinie) vom höchsten Berg Mexikos, dem Pico de Orizaba oder Citlaltépetl entfernt. Beide Berge bilden zusammen einen im Jahr 1937 eingerichteten Nationalpark. Die nächstgelegene Stadt, Ciudad Serdán, liegt etwa 12 km westlich.

## Geologie
Lange Zeit blieb der meist unverschneite Berg unbeachtet, da man ihn für einen mit dem Pico de Orizaba geologisch verbundenen Nebengipfel hielt. Erst gegen Ende des 20. Jahrhunderts bemerkte man die unterschiedlichen geologischen Strukturen beider Berge. Der Sierra Negra gilt somit heute als weitaus älter als der Pico de Orizaba.

## Sonstiges

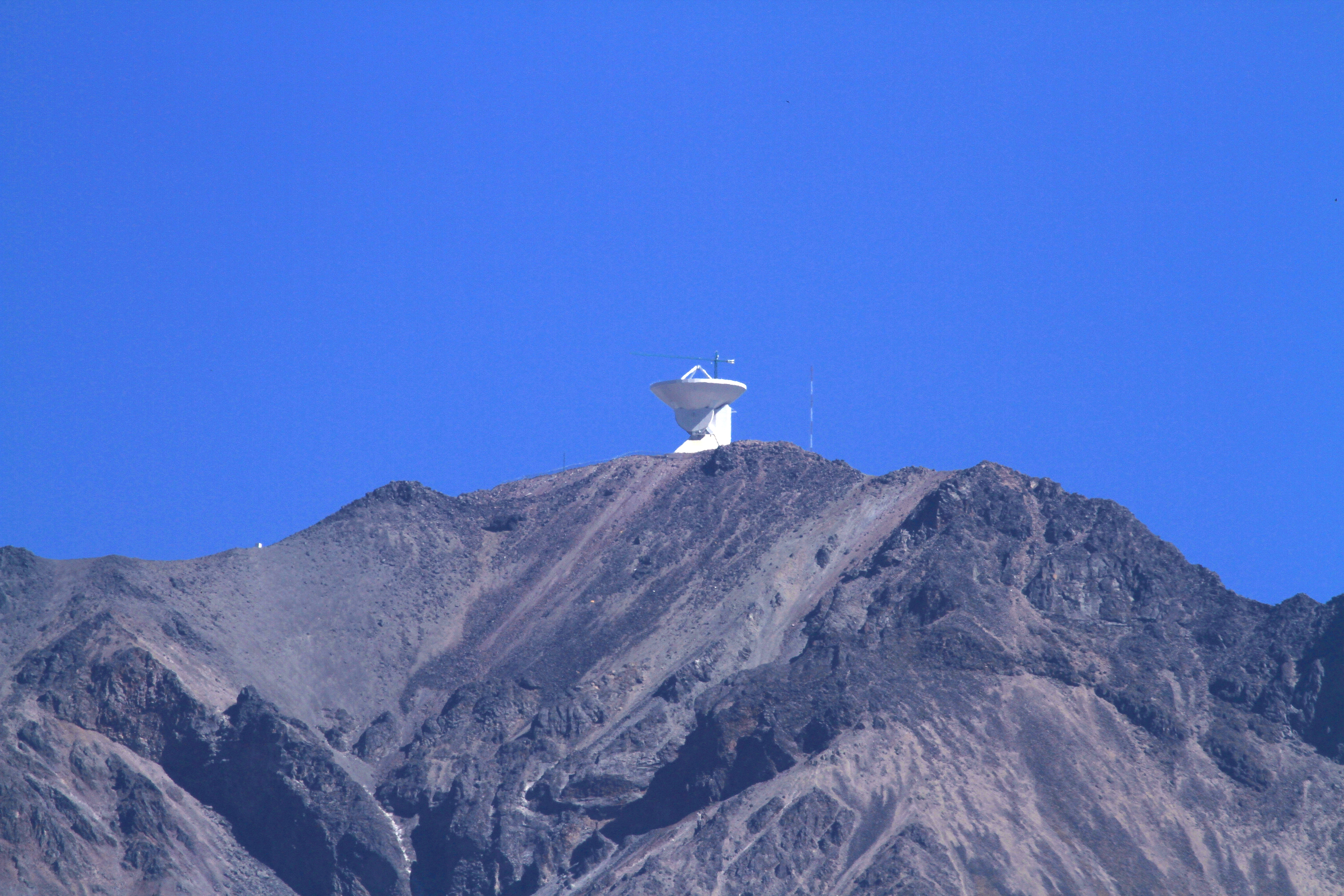
Large Millimeter Telescope (LMT) auf dem Gipfel des Sierra Negra

Auf dem Gipfel des Sierra Negra steht das im Jahr 2006 fertiggestellte und von mexikanischen und US-amerikanischen Universitäten betriebene Large Millimeter Telescope (LMT). Ein weiteres Sonnenteleskop steht schon; der Bau von weiteren astronomischen Instrumenten ist in Planung.
Unmittelbar in der Nähe zur Sierra Negra befindet sich auch das High Altitude Water Cherenkov Experiment (HAWC).